# 班夫 (苏格兰)
班夫（英语：Banff /ˈbænf/；苏格兰盖尔语：Banbh；低地苏格兰语：Banff），是英国苏格兰阿伯丁郡的一个海滨城镇。总人口约3820（2006年）。主要景点有班夫城堡等。加拿大亞伯達省班夫也得名于此地。